# 대한민국 민사소송법 제87조
대한민국 민사소송법 제87조는 소송대리인의 자격에 대한 민사소송법 조문이다.

## 조문
제87조(소송대리인의 자격) 법률에 따라 재판상 행위를 할 수 있는 대리인 외에는 변호사가 아니면 소송대리인이 될 수 없다.

## 같이 보기
- 변호사
- 변리사
- 법무사